# Malaconothrus neonominatus
Malaconothrus neonominatus är en kvalsterart som beskrevs av Subías 2004. Malaconothrus neonominatus ingår i släktet Malaconothrus och familjen Malaconothridae. Inga underarter finns listade i Catalogue of Life.